# Angeli Khang
Agnes Khang (geb. am 3. August 2001 in Mandaluyong), bekannt unter dem Künstlernamen Angeli Khang, ist eine philippinische Schauspielerin, Cosplayerin und Model.

## Leben und Karriere
Khang wurde am 3. August 2001 als Tochter einer philippinischen Mutter und eines südkoreanischen Vaters geboren. Sie begann als Cosplayerin und Model, bevor sie ins Showbiz kam. Sie wurde von ihrem Manager Jojo Veloso entdeckt, bevor sie schließlich bei der Viva Artists Agency unter Vertrag genommen wurde.

## Filmografie
- 2021: Taya
- 2021: Mahjong Nights
- 2021: Eva
- 2022: Silip sa apoy
- 2022: Virgin Forest: Im Wald der Jungfrauen (Virgin Forest)
- 2022: Pusoy
- 2022: Wag mong agawin ang akin (Fernsehserie)
- 2022: Girl Friday
- 2022: Selina – Die Geschichte einer Sexsklavin (Selina's Gold)
- 2022: Us x Her
- 2023: Bela Luna
- 2023: Balik-taya
- 2023: Tayuan
- 2023: Devotion – Für immer Mein
- 2023: Captive – Im Käfig der Lust (Salakab)
- 2023: Ganti-ganti
- 2024: Salawahan
- 2024: Black Rider (Fernsehserie)
- 2024: First Taste
- 2024: Widow’s War (Fernsehserie)
- 2024: Uhaw
- 2024: Boy Kaldag